# 乌比拉唐
乌比拉唐是巴西巴拉那州的一个市镇。总面积652.581平方公里，总人口21672人，人口密度33.2人/平方公里。